# Championnats d'Europe de gymnastique artistique masculine 1992
Navigation
Édition précédente Édition suivante
Le 20e championnat d'Europe de gymnastique artistique masculine s'est déroulé à Budapest en 1992.

## Résultats

### Concours général individuel
| Rang               | Gymnaste                | Total |
| ------------------ | ----------------------- | ----- |
| Médaille d'or      | Igor Korobchinsky (EUN) |       |
| Médaille d'argent  | Zoltán Supola (HUN)     |       |
| Médaille de bronze | Vitaly Scherbo (EUN)\|  |       |

### Finales par engins

#### Sol
| Rang               | Gymnaste                | Total |
| ------------------ | ----------------------- | ----- |
| Médaille d'or      | Vitaly Scherbo (EUN)    |       |
| Médaille d'argent  | Igor Korobchinsky (EUN) |       |
| Médaille de bronze | Yuri Chechi (ITA)       |       |
| Médaille de bronze | Sergei Kharkov (EUN)    |       |

#### Cheval d'arçon
| Rang               | Gymnaste                | Total |
| ------------------ | ----------------------- | ----- |
| Médaille d'or      | Igor Korobchinsky (EUN) |       |
| Médaille d'argent  | Vitaly Scherbo (EUN)    |       |
| Médaille de bronze | Ralf Büchner (GER)      |       |

#### Anneaux
| Rang               | Gymnaste                   | Total |
| ------------------ | -------------------------- | ----- |
| Médaille d'or      | Yuri Chechi (ITA)          |       |
| Médaille d'argent  | Vitaly Scherbo (EUN)       |       |
| Médaille de bronze | Szilveszter Csollány (HUN) |       |

#### Saut
| Rang               | Gymnaste                | Total |
| ------------------ | ----------------------- | ----- |
| Médaille d'or      | Vitaly Scherbo (EUN)    |       |
| Médaille d'argent  | Igor Korobchinsky (EUN) |       |
| Médaille de bronze | Zoltan Supola (HUN)     |       |

#### Barres parallèles
| Rang               | Gymnaste                | Total |
| ------------------ | ----------------------- | ----- |
| Médaille d'or      | Zoltan Supola (HUN)     |       |
| Médaille d'argent  | Rustam Charipov (EUN)   |       |
| Médaille de bronze | Vitaly Scherbo (EUN)    |       |
| Médaille de bronze | Igor Korobchinsky (EUN) |       |

#### Barre fixe
| Rang               | Gymnaste              | Total |
| ------------------ | --------------------- | ----- |
| Médaille d'or      | Andreas Wecker (GER)  |       |
| Médaille d'or      | Rustam Charipov (EUN) |       |
| Médaille de bronze | Nicu Stroia (ROU)     |       |

## Tableau des médailles
| 1 | {{country data {{{1}}} | Pays/callback | name = | variant= | size= }} | ? | ? | ? | ? |
| 2 | {{country data {{{1}}} | Pays/callback | name = | variant= | size= }} | ? | ? | ? | ? |
| 3 | {{country data {{{1}}} | Pays/callback | name = | variant= | size= }} | ? | ? | ? | ? |
| 4 | {{country data {{{1}}} | Pays/callback | name = | variant= | size= }} | ? | ? | ? | ? |
| 5 | {{country data {{{1}}} | Pays/callback | name = | variant= | size= }} | ? | ? | ? | ? |
| 6 | {{country data {{{1}}} | Pays/callback | name = | variant= | size= }} | ? | ? | ? | ? |
| 7 | {{country data {{{1}}} | Pays/callback | name = | variant= | size= }} | ? | ? | ? | ? |
| 8 | {{country data {{{1}}} | Pays/callback | name = | variant= | size= }} | ? | ? | ? | ? |